# اچ‌ام‌اس ویلوورب (کی۲۸۳)
اچ‌ام‌اس ویلوورب (کی۲۸۳) (به انگلیسی: HMS Willowherb (K283)) یک کشتی بود که طول آن ۲۰۵ فوت (۶۲ متر) بود. این کشتی در سال ۱۹۴۲ ساخته شد.